# Gudit
Gudit, o anche Essato o Yodit, (in lingua Ge'ez, ጉዲት, Guditə; in amarico, ኤሰቶ,  'Esäto; in Teltal, Ga'Ewa; ... – X secolo) è stata una sovrana ebrea della città di Aksum, che ha distrutto e di cui ha perseguitato i cristiani.
La sua azione ha provocato l'ascendere di comunità islamiche nella costa del Mar Rosso etiopica, determinando la fine del regno di Aksum.
Non va confusa con Ga'ewa, una regina vissuta nel XVI secolo.